# Edward Lucas (Politiker, 1780)
Edward Lucas (* 20. Oktober 1780 in Shepherdstown, Jefferson County, Virginia; † 4. März 1858 in Harpers Ferry, Virginia) war ein US-amerikanischer Politiker. Zwischen 1835 und 1837 vertrat er den Bundesstaat Virginia im US-Repräsentantenhaus.

## Werdegang
Der im heutigen West Virginia geborene Edward Lucas besuchte die öffentlichen Schulen seiner Heimat und danach bis 1809 das Dickinson College in Carlisle (Pennsylvania). Während des Britisch-Amerikanischen Krieges von 1812 war er Oberleutnant und Hauptmann. Nach einem Jurastudium und seiner Zulassung als Rechtsanwalt war er bis 1818 in Shepherdstown in diesem Beruf tätig. Danach arbeitete er im Handel. Überdies schlug er eine politische Laufbahn ein. Zwischen 1819 und 1822 sowie nochmals in den Jahren 1830 und 1831 saß er im Abgeordnetenhaus von Virginia. In den 1820er Jahren schloss er sich der Bewegung um den späteren US-Präsidenten Andrew Jackson an und wurde Mitglied der von diesem 1828 gegründeten Demokratischen Partei.
Bei den Kongresswahlen des Jahres 1832 wurde Lucas im 15. Wahlbezirk von Virginia in das US-Repräsentantenhaus in Washington, D.C. gewählt, wo er am 4. März 1833 die Nachfolge von John S. Barbour antrat. Nach einer Wiederwahl konnte er bis zum 3. März 1837 zwei Legislaturperioden im Kongress absolvieren. Seit 1835 vertrat er dort als Nachfolger von William F. Gordon den zwölften Distrikt seines Staates. Seit dem Amtsantritt von Präsident Jackson im Jahr 1829 wurde innerhalb und außerhalb des Kongresses heftig über dessen Politik diskutiert. Dabei ging es um die umstrittene Durchsetzung des Indian Removal Act, den Konflikt mit dem Staat South Carolina, der in der Nullifikationskrise gipfelte, und die Bankenpolitik des Präsidenten.
1836 verzichtete Edward Lucas auf eine weitere Kandidatur. In den folgenden Jahren arbeitete er wieder im Handel. Von 1847 bis zu seinem Tod am 4. März 1858 leitete er im Militärstützpunkt Harpers Ferry einen Laden.